# Socond, Satu Mare
Socond este satul de reședință al comunei cu același nume din județul Satu Mare, Transilvania, România.